# Leucadeae
Tribu
les Leucadeae sont une tribu de plantes à fleurs de la famille des Lamiaceae et de la sous-famille des Lamioideae.
Le genre type est Leucas R.Br.

## Liste des genres
Acrotome – Isoleucas – Leonotis – Leucas – Otostegia – Rydingia

## Publication originale
- (en) Scheen A.-C., Bendiksby M., Ryding P.O., Mathiesen C., Albert V.A. & Lindqvist C., 2010. Molecular phylogenetics, character evolution, and suprageneric classification of Lamioideae (Lamiaceae). Annals of the Missouri Botanical Garden 97(2): 191–217, DOI 10.3417/2007174.